# بوخ ام فورشت
بوخ ام فورشت (به آلمانی: Buch am Forst) یک منطقهٔ مسکونی در آلمان است که در لیشتنفلز، بایرن واقع شده‌است. بوخ ام فورشت ۵۷۲ نفر جمعیت دارد.